# Yo.
Yo. war ein soziales Netzwerk und eine App für Smartphones. Einzige Nutzungsmöglichkeit war das Versenden eines „Yo“ an Freunde.

## Geschichte
Die App „Yo.“ wurde vom israelischen Entwickler Or Arbel entwickelt und an den Fool Days im April 2014 veröffentlicht. Am 20. Juni 2014 wurde die App von Isaiah Turner und einer Gruppe Studenten gehackt. Diese war in der Lage Spam-Yos zu versenden und die Telefonnummern von Nutzern einzusehen. Nachdem der Exploit behoben war, wurde sie beim „Yo.“ eingestellt. Seit der Veröffentlichung des Netzwerks „Yo.“ wurden einige weitere Funktionen hinzugefügt. Die Version 1.3.6 brachte die Funktion Links und Bilder mit einem „Yo“ zu versenden. Version 1.5.9 brachte schließlich den Apple Watch Support und mit Version 2.0, die im Juni 2015 veröffentlicht wurde, wurde schließlich die gesamte Benutzeroberfläche erneuert und brachte die Gruppenfunktionen und auch die Möglichkeit Freunde, die nicht bei „Yo.“ sind, über verknüpfte soziale Netzwerke ein „Yo“ zu schicken. Mit der Version 2.0.3 sprang „Yo.“ schließlich auf die (mehr oder wenige neue Technik) der GIFS auf und machte es möglich diese zu versenden. Nun folgten nur noch Bug-Fixes und Stabilitätsverbesserungen. Das letzte Update war die Version 2.5.8, welche 2017 erschien.
Im Jahr 2016 hatte die Nachfrage nach der App stark nachgelassen, das Unternehmen litt unter der Abwanderung von Angestellten. Auch Or Arbel wandte sich neuen Projekten zu. Eine Crowdfunding-Kampagne bei Patreon hatte 2018 keinen Erfolg, sodass der Dienst eingestellt wurde.

## Funktionen
Neben dem Versenden eines „Yo“ konnte man auch seinen Standort teilen, Freunde hinzufügen und Gruppen erstellen. Man konnte auch Diensten, die bei „Yo.“ registriert sind, folgen.
Meistens wurde die App dazu genutzt, zu zeigen, dass man an jemanden gedacht hat. Es gab aber auch andere Einsatzmöglichkeiten. Zum Beispiel gab es eine Gruppe in Israel, die ein „Yo“ sendete, wenn ein Raketenangriff bevorstand.

## Nutzerzahlen
Die Nutzerzahlen beliefen sich im Jahre 2014 auf über eine Million aktive Nutzer, darunter vor allem Teenager.

## Rezeption
Dass die App trotz ihrer anfangs stark beschränkten und als unnütz empfundenen Funktionalität große Beliebtheit genoss und mehrere Millionen Dollar Risikokapital einsammeln konnte, wurde kontrovers diskutiert. Dies habe die Bekanntheit der App noch verstärkt und ihr die Aufmerksamkeit gebracht, die sie benötigt habe, um einen Netzwerkeffekt aufzubauen.